# ترافيس باك
ترافيس باك (بالإنجليزية: Travis Buck)‏ هو لاعب كرة قاعدة أمريكي، ولد في 18 نوفمبر 1983 في ريتشلاند في الولايات المتحدة.

## وصلات خارجية
- ترافيس باك على موقع دوري كرة القاعدة الرئيسي (الإنجليزية)
- ترافيس باك على موقعبيزبول رفرنس.كوم (الدوري الرئيسي) (الإنجليزية)
- ترافيس باك على موقعبيزبول رفرنس.كوم (الدوري الثانوي) (الإنجليزية)
- ترافيس باك على موقع إي إس بي إن.كوم (أم.أل.بي) (الإنجليزية)
- ترافيس باك على موقع مشجعي الرسوم البيانية (الإنجليزية)